# Стража (община Липково)
Вижте пояснителната страница за други значения на Стража.
Стража (на македонска литературна норма: Стража; на албански: Strazha) е село в Северна Македония, в община Липково.

## География
Селото е разположено в западните поли на Скопска Църна гора.

## История
В края на XIX век Стража е албанско село в Кумановска каза на Османската империя. Според статистиката на Васил Кънчов („Македония. Етнография и статистика“) от 1900 г. Стража е село, населявано от 100 жители арнаути мохамедани.
Според преброяването от 2002 година селото е без жители.